# 440 до н. е.

## Події
- Рим: консули Прокул Геганій Мацерін та Луцій Мененій Ланат;
- 85 олімпіада, рік перший;
- повстання на Самосі та спроба вийти із Афінського морського союзу.